# Aeroportul Balsas
Aeroportul Balsas (IATA: BSS, ICAO: SNBS) este un aeroport din Maranhão, Brazilia ce deservește zona Balsas. Aeroportul a fost tranzitat în 2009 de 1.206 pasageri. A fost numit după zona deservită.
Situat la o altitudine de 284 m, aeroportul dispune de 1 pistă.

## Infrastructură

### Piste
Aeroportul dispune de o singură pistă. Pista 15/33 are suprafața de asfalt și dimensiunile 1.000 m × 23 m. 